# Point of Presence
 (septembre 2020).
Si vous disposez d'ouvrages ou d'articles de référence ou si vous connaissez des sites web de qualité traitant du thème abordé ici, merci de compléter l'article en donnant les références utiles à sa vérifiabilité et en les liant à la section « Notes et références ».
Un point of presence, acronyme PoP (littéralement « point de présence »), est un lieu physique où l'on peut faire état de sa présence. "L'entreprise Unetelle a un PoP à Paris", signifie qu'elle possède des locaux à Paris.

## Internet
Un PoP internet est un point d'accès à Internet (attention cependant à ne pas confondre avec le protocole de récupération de courriers électroniques POP, ou Post Office Protocol).